# Белінда Бенчич
Белінда Бенчич (словац. Belinda Benčičová, нім. Belinda Bencic, 10 березня 1997) — швейцарська тенісистка словацького походження, чемпіонка Літніх Олімпійських ігор 2020 року в Токіо. У змаганнях Бенчич представляє Швейцарію, хоча має так само й словацьке громадянство.

## Біографічні відомості
Белінда народилася в родині словаків. Її батько емігрував до Швейцарії 1968 року. Вона почала грати в теніс з 4 років, а з 7 років почала тренуватися регулярно в школі Мелані Молітор, матері Мартіни Хінгіс. Її основний тренер - батько.
На юніорському рівні Бенчич досягла першої сходинки світового рейтингу. 2013 року вона виграла Відкритий чемпіонат Франції та Вімблдон серед дівчат в одиночному розряді.
Найбільшим успіхом Бенчич на турнірах Великого шолома серед дорослих став вихід до півфіналу Відкритого чемпіонату США 2019, де вона поступилася Б'янці Андреєску.
Свою першу перемогу в турнірі WTA Бенчич здобула на Eastbourne International 2015 року.
Разом із Роджером Федерером Бенчич два роки поспіль: 2018-го та 2019-го вигравала кубок Гопмана для Швейцарії.
31 липня 2021 року стала чемпіонкою Літніх Олімпійських ігор 2020 року у Токіо в одиночному розряді.

## Історія виступів у турнірах Великого шолома

### Одиночний розряд

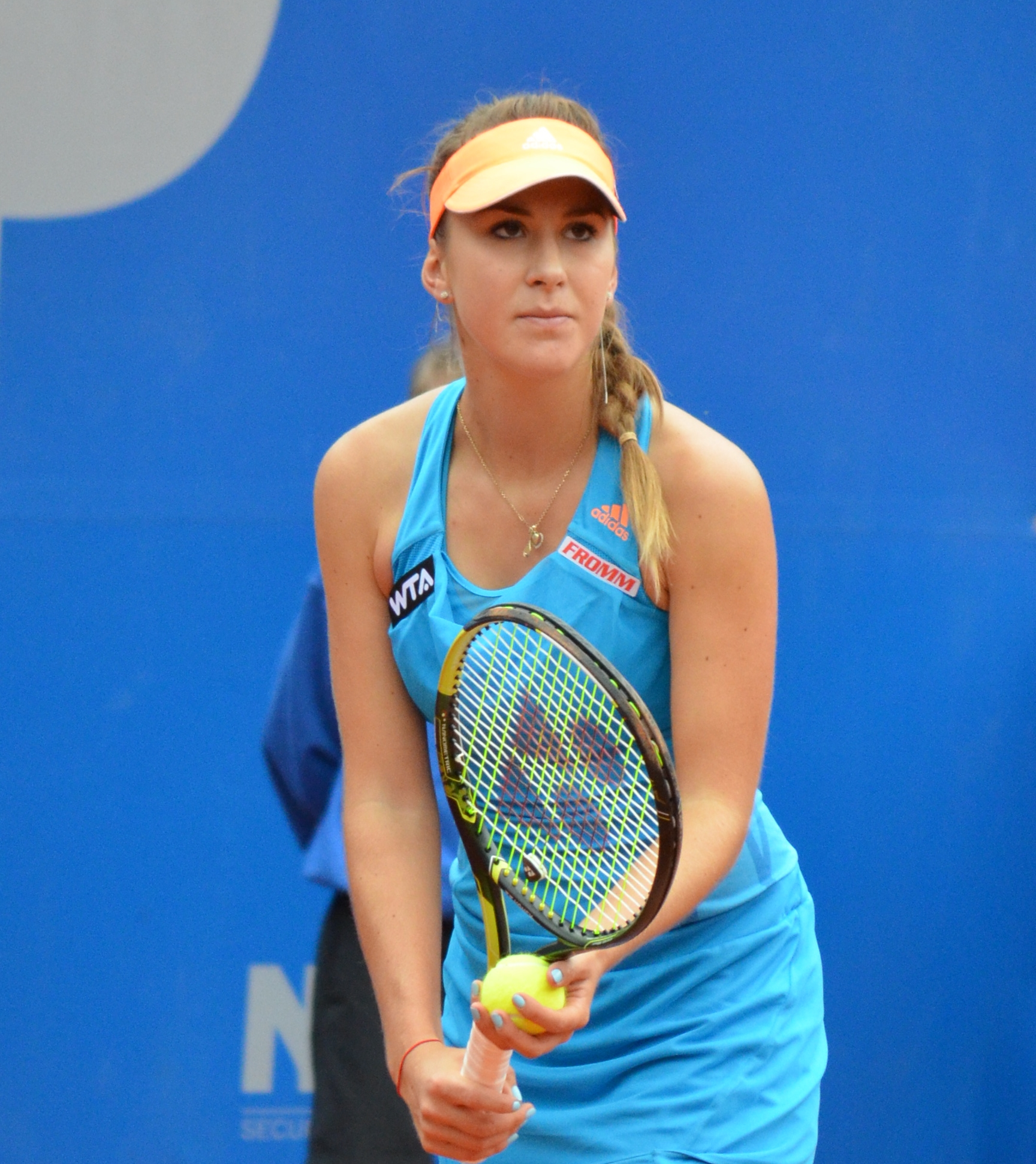
Белінда Бенчич у 2014

| Турнір           | 2012 | 2013 | 2014 | 2015 | 2016 | 2017 | 2018 | 2019 | 2020 | Усп    | В–П   |
| ---------------- | ---- | ---- | ---- | ---- | ---- | ---- | ---- | ---- | ---- | ------ | ----- |
| Australian Open  | A    | A    | 2к   | 1к   | 4к   | 1к   | 2к   | 3к   | 3к   | 0 / 7  | 9–7   |
| French Open      | A    | A    | 1к   | 2к   | A    | A    | 2к   | 3к   |      | 0 / 4  | 4–4   |
| Wimbledon        | A    | A    | 3к   | 4к   | 2к   | A    | 4к   | 3к   |      | 0 / 5  | 11–5  |
| US Open          | A    | A    | ЧФ   | 3к   | 3к   | A    | 1к   | ПФ   |      | 0 / 5  | 13–5  |
| Виграші-програші | 0–0  | 0–0  | 7–4  | 6–4  | 6–3  | 0–1  | 5–4  | 11–4 | 2–1  | 0 / 21 | 37–21 |

### Парний розряд
| Турнір                 | 2014 | 2015 | 2016 | 2017 | 2018 | 2019 | Усп    | В–П  |
| ---------------------- | ---- | ---- | ---- | ---- | ---- | ---- | ------ | ---- |
| Grand Slam tournaments |      |      |      |      |      |      |        |      |
| Australian Open        | A    | 1к   | 2к   | 1к   | A    | 1к   | 0 / 4  | 1–4  |
| French Open            | A    | 3к   | A    | A    | 1к   | 2к   | 0 / 3  | 3–3  |
| Wimbledon              | 2к   | 2к   | A    | A    | 1к   | 1к   | 0 / 4  | 2–4  |
| US Open                | 1к   | 1к   | 1к   | A    | 1к   |      | 0 / 4  | 0–4  |
| Виграші-Програші       | 1–2  | 3–4  | 1–2  | 0–1  | 0–3  | 1–3  | 0 / 15 | 6–15 |